# Pararge infranigrans
Pararge infranigrans är en fjärilsart som beskrevs av Ruggero Verity 1920. Pararge infranigrans ingår i släktet Pararge och familjen praktfjärilar. Inga underarter finns listade i Catalogue of Life.